# Żwirgżdajcie
Żwirgżdajcie (lit. Žvirgždaičiai) – miasteczko na Litwie w okręgu mariampolskim w rejonie Szaki, położone ok. 13 km na wschód od Władysławowa, siedziba starostwa Żwirgżdajcie. Zlokalizowane przy drodze Gryszkabuda-Władysławów nad rzeką Miluppą, dopływem Szeszupy. Znajduje się tu poczta, kościół parafialny, szkoła, biblioteka i punkt medyczny. Według danych z 2011 roku miasteczko było zamieszkiwane przez 242 osoby.
Pierwsze wzmianki o Żwirgżdajciach pojawiły się w XVIII wieku. W 1923 miasteczko było zamieszkiwane przez 69 osób, a w 1979 liczba mieskzańców wynosiła już 248.